# Мирзоян, Тереза Гайковна
Тере́за Га́йковна Мирзоя́н (арм. Թերեզա Միրզոյան; 11 августа 1922, Кировокан — 7 августа 2016, Ереван) — армянский советский скульптор. Член Союза художников СССР. Заслуженный художник Армянской ССР (1967). Заслуженный деятель искусств Армянской ССР (1986), педагог, профессор.

## Биография
Член Союза художников Армянской ССР с 1949 года. Начиная с 1950 года — активный участник выставок Союза художников Армении. Неоднократно экспонировала свои работы на рубежом.
Автор многочисленных скульптур и монументальных работ, установленных как в Армении, так и за рубежом.
При создании скульптурных произведений работает с различными материалами, в том числе мрамором, бронзой, туфом, фарфором, деревом, базальтом и др.
Отмечена многочисленными наградами, медалями, почëтными грамотами и призами СССР, Армянской ССР, Армении и зарубежных стран.

## Педагогическая деятельность
Более 55 лет посвятила педагогической деятельности в художественном институте (ныне Ереванская государственная Академия изящных искусств). За эти годы Тереза Мирзоян внесла большой вклад в художественно-профессиональное и нравственное воспитание многих поколений скульпторов Армении. Среди её учеников скульпторы, получившие мировую известность и профессиональные педагоги.

## Творчество
- Бронзовая скульптура армянской исполнительницы песен и танцев народов мира А. Багдасарян (Национальная галерея Армении, 1951)
- Бюст Героя Советского Союза У. Аветисяна (г. Ереван, 1956 г.)
- Бронзовый бюст выдающегося армянского врачевателя XII века Мхитара Гераци (г. Ереван)
- Скульптура «Любит, не любит» (г. Ереван)

## Награды
- Заслуженный художник Армянской ССР (1967).
- Заслуженный деятель искусств Армянской ССР (1986).
- Медаль «За трудовое отличие» (27.06.1956).

## Галерея

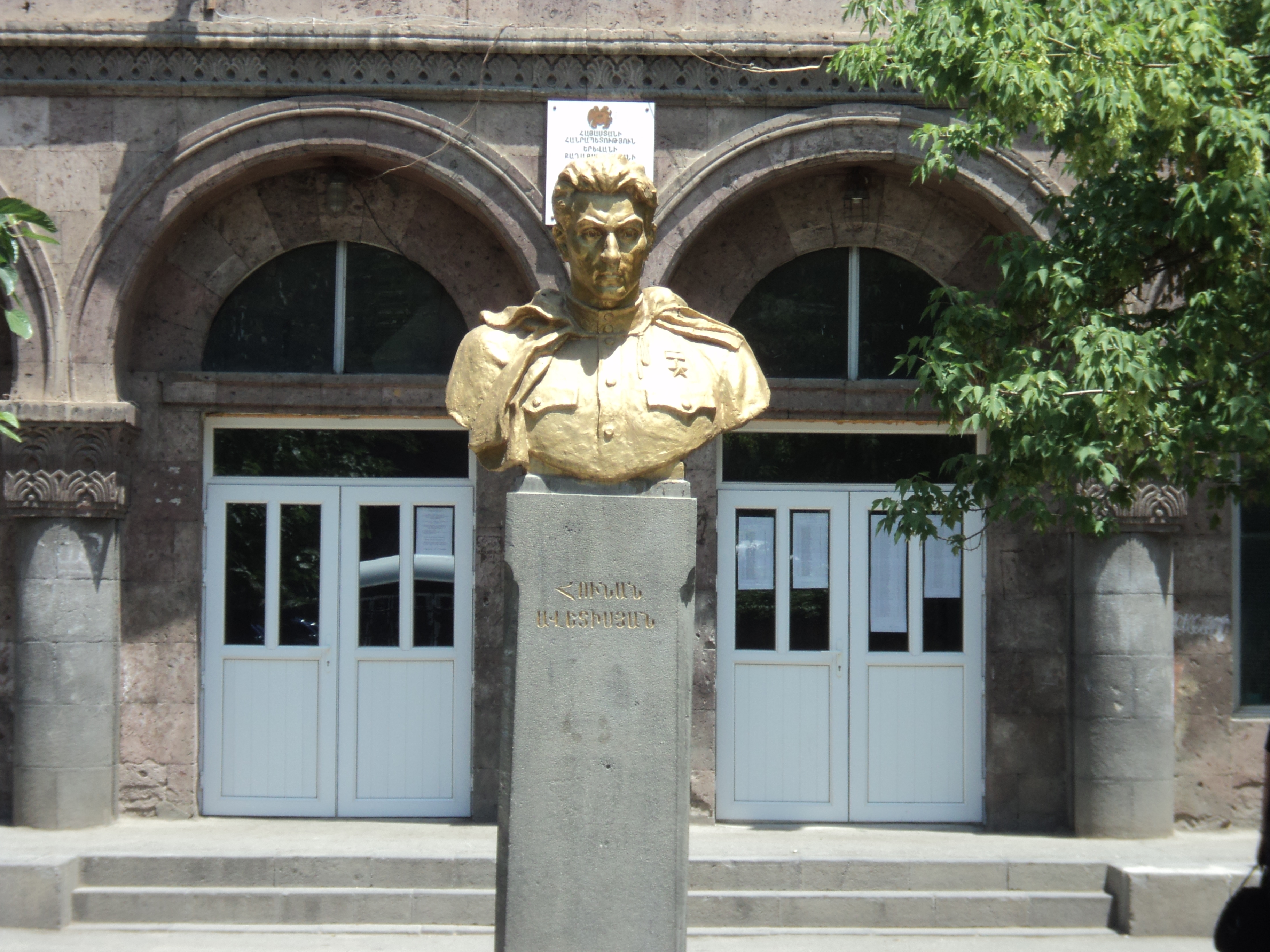
Бюст Героя Советского Союза У. Аветисяна (г. Ереван, 1956 г.)
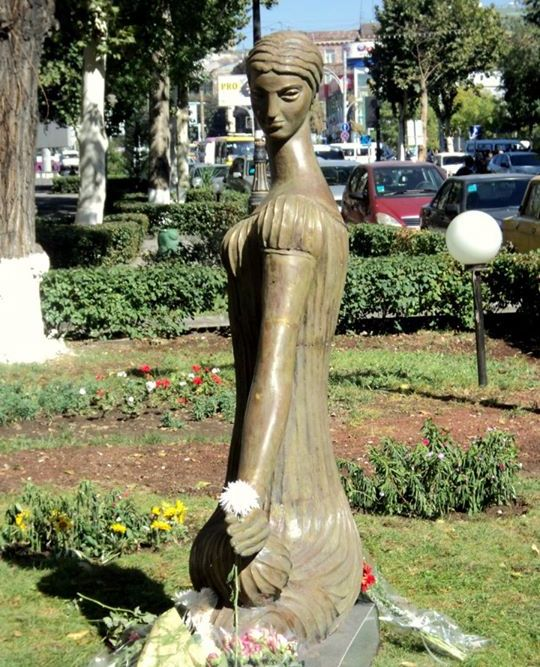
Скульптура «Любит, не любит» в центре Еревана
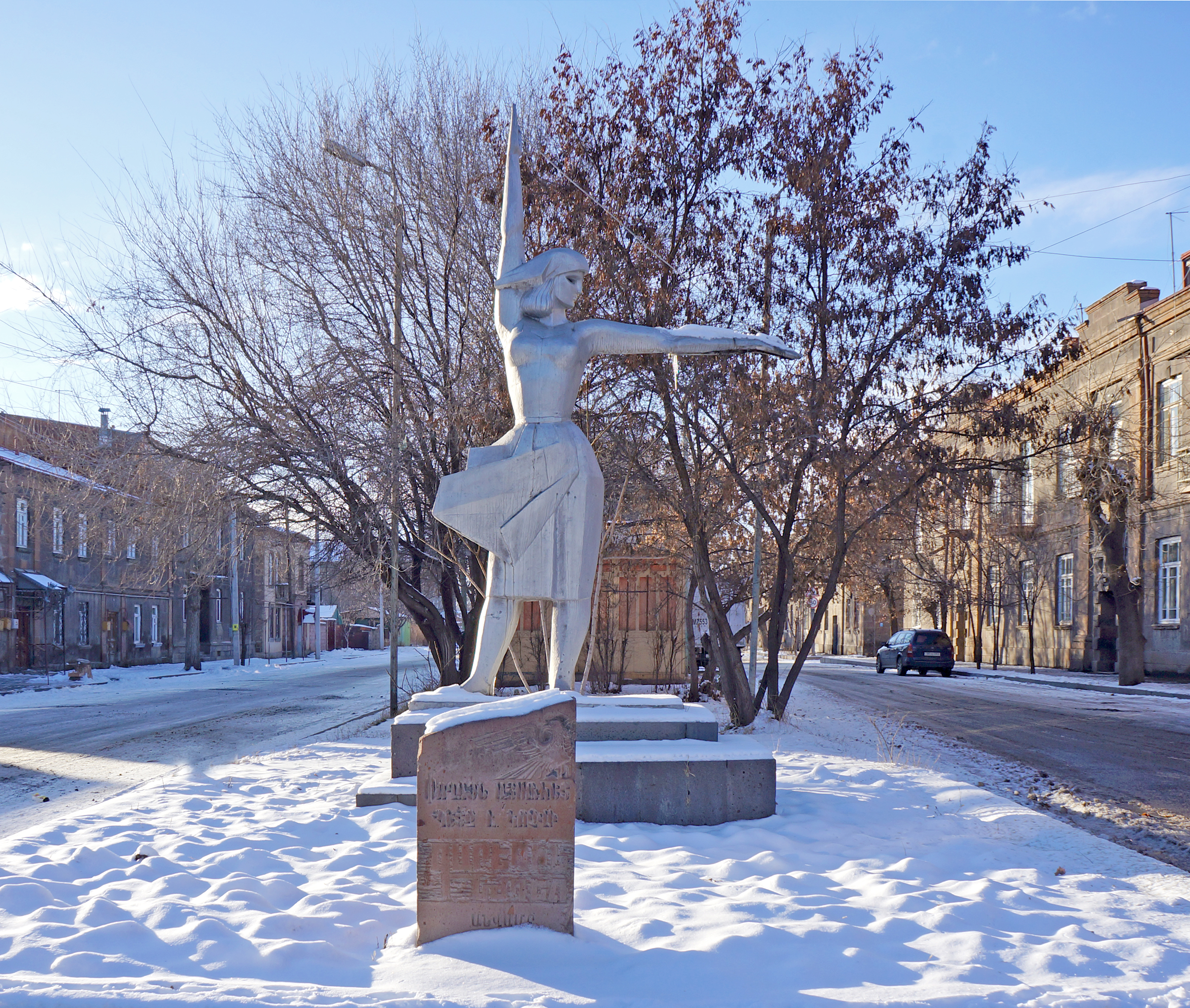
Скульптура «Прядильщица» в городе Гюмри, Армения.